# Берегометський парк
Берегоме́тський парк — парк-пам'ятка садово-паркового мистецтва місцевого значення в Україні. Розташований у межах Вижницького району Чернівецької області, в смт Берегомет, вул. Центральна, 12. 
Площа 3 га. Статус надано 1984 року. Перебуває у віданні: Берегометська селищна рада. 
Статус надано для збереження парку, заснованого 1890 року. Зростає 54 види і форми дерев та чагарників. Серед них два унікальні дерева псевдомодрини золотистої, а також ялина балканська, ялівець віргінський, тсуга канадська, тис, гінкго, тюльпанове дерево.